# Bataille de Shiojiritoge
La bataille de Shiojiritoge de 1548 est une des nombreuses batailles menées par Takeda Shingen dans le cadre de son plan de contrôle de la province de Shinano. Elle a eu lieu peu de temps après que Shingen a subi une lourde défaite à la bataille de Uedahara ; il cherche à se venger et à reprendre l'offensive.
Cette bataille oppose les forces de Shingen Takeda à celles de Ogasawara Nagatoki. La victoire est remportée par Shingen Takeda après une attaque éclair lancée en pleine nuit sur le camp de Nagatoki en utilisant seulement une petite force de frappe montée et rapide. En approchant de nuit et attaquant à l'aube, Shingen prend son ennemi au dépourvu et s'empare du camp tandis que les hommes de Ogasawara se saisissent de leurs armures et de leurs épées.
Cette bataille est l'une des nombreuses qui servent d'exemples de la compétence et de la spécialité de Shingen Takeda à utiliser sa cavalerie pour un effet maximum.

## Source de la traduction
- (en) Cet article est partiellement ou en totalité issu de l’article de Wikipédia en anglais intitulé « Battle of Shiojiritoge » (voir la liste des auteurs).